# 卵形猪笼草
卵形猪笼草（学名：Nepenthes ovata）是苏门答腊特有的热带食虫植物。其种加词“ovata”来源于拉丁文，意为“卵形的”，指其下位笼的形状。

## 植物学史
1840年或1841年11月，弗朗茨·威廉·容洪在盧布克拉亞火山海拔1990米处首次采集到了两份卵形猪笼草的标本。关于其生长习性他记录道：“in silvis cacuminis supremi scandens, repens”，意思为“在顶峰的森林中匍匐或攀附生长”。原先编号为“H.L.B. 908,155-870”的标本存放于莱顿莱都诺－伯特温植物标本馆（Herbarium Lugduno-Batavum），和另一份编号为“H.A.R.T. 000252”的标本存放于乌特勒支大学植物标本馆（Herbarium Academicum Rheno-Traiectinum）中。现在这两份标本都存放于荷兰国家植物标本馆中。其都由雄性植株组成。

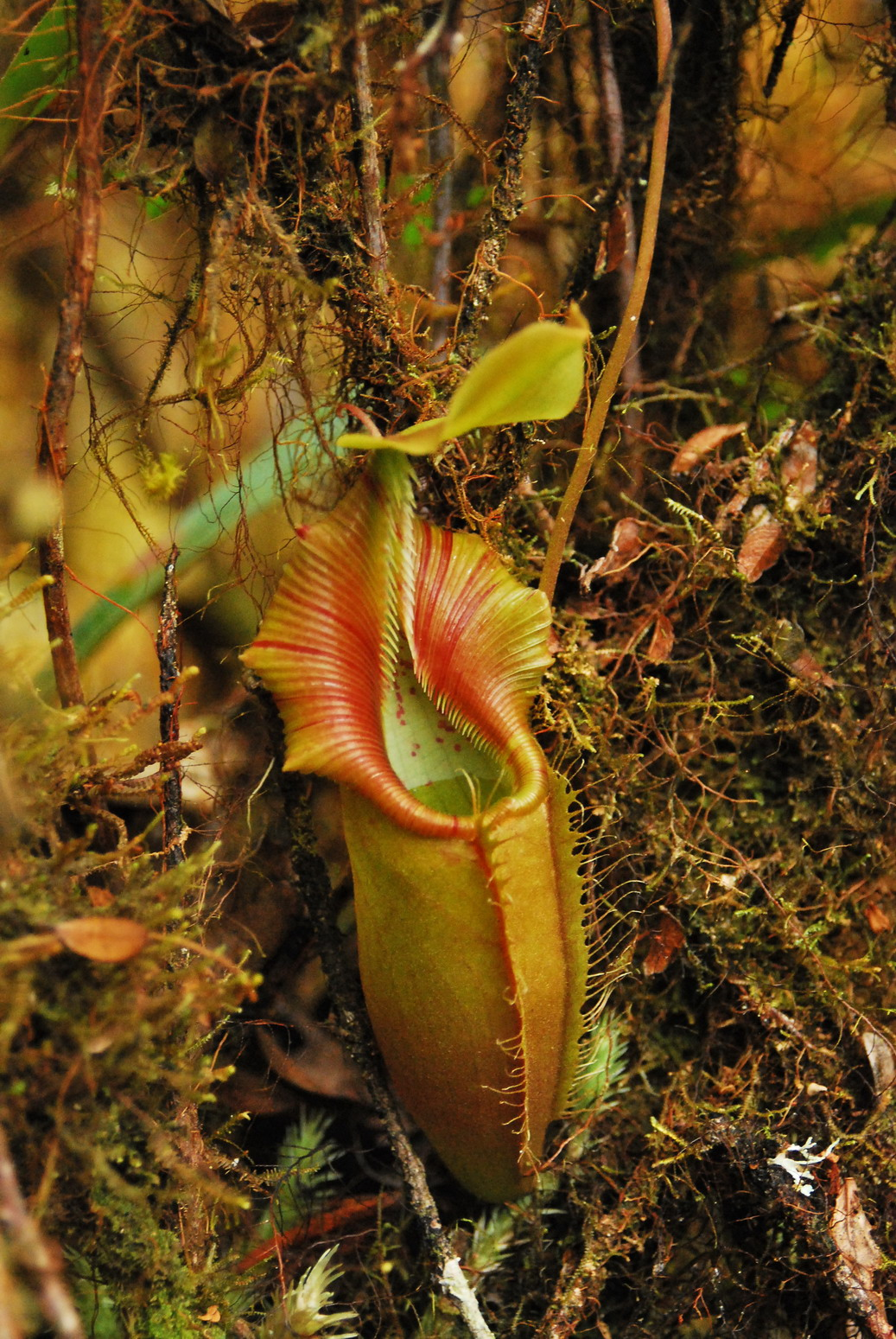
卵形猪笼草（图）在很长一段时间内与邦苏猪笼草互相混淆，它们之间存在着密切的近缘关系。

在B·H·丹瑟1928年的开创性专著《荷属东印度群岛的猪笼草科植物》中，他认为容洪采集的这些标本实际上是邦苏猪笼草（N. bongso）。此外，B·H·丹瑟也将塔蓝山猪笼草（N. talangensis）归入该类群下。
这三个物种也在植物学家仓田重夫1973年的论文《婆罗洲、新加坡和苏门答腊的猪笼草属植物》（Nepenthes of Borneo, Singapore and Sumatra）中互相混淆。
在近藤勝彦和近藤誠宏1983年出版的《彩色世界的食虫植物》（Carnivorous Plants of the World in Colour）一书中，一张卵形猪笼草的照片被标记为梳状猪笼草。很多学者将梳状猪笼草视为裸瓶猪笼草（N. gymnamphora）的一个同物异名。但无论如何，卵形猪笼草与这些物种的相似性都很小。
1994年，约阿希姆·那兹和安德烈亚斯·维斯图巴正式描述了卵形猪笼草。模式标本为1989年3月16日在潘丘卢保山西部山脊海拔1800米处采集到的标本，其编号为“Nerz 1601”。其由一个带捕虫笼的莲座状植株组成。他还在同一时间和地点还采集了另两份标本。编号为“Nerz 1602”的标本由一个带捕虫笼的攀援茎和雄性的花序组成，编号为“Nerz 1603”的标本由一个带雄性的花序的攀援茎组成。这三份标本都存放于荷兰国家植物标本馆中。
马修·杰布和马丁·奇克在其1997年发表的专著《猪笼草属（猪笼草科）的框架性修订》中，将三份卵形猪笼草的标本鉴定为密花猪笼草（N. densiflora）。这三份标本中编号为“Frey-Wyssling 43”的标本采集于潘丘卢保山海拔1800米处，实际上潘丘卢保山即是卵形猪笼草的模式产地。其由一个幼年的莲座状植株和下位笼组成。编号为“Frey-Wyssling 13”的标本采集于巴罗斯山（Dolok "Baros"）海拔1800米处。编号为“Opperhout 27/11/1929”的标本在编号上标记的日期采集于塞非纳山（Dolok Sempenan）顶峰海拔1600米处。其由一个莲座状植株和一个无笼盖的下位笼组成。虽缺少笼盖，但仍可基于唇的结构将其鉴定为卵形猪笼草。这三份标本都存放于爪哇的茂物植物园中。
此外，2003年12月16日，在一个着重于猪笼草保护的考察中采集到了编号为“NP 373”和“NP 377”的两份标本。这两份标本采集于潘丘卢保山海拔1500至2100米的地区，都存放于西苏门答腊省巴东的安达拉斯大学植物标本馆（ANDA）中。

## 形态特征
卵形猪笼草为藤本植物。其茎可长达5米，直径可达6毫米，呈圆柱形。节间距可达15厘米。
卵形猪笼草的叶片革质，无柄至具小叶柄。叶片为披针形至匙形，可长达12厘米，宽至4厘米。叶尖急尖，叶基渐狭。中脉的两侧各有2条纵脉，其发于叶片的基部。羽状脉不明显。笼蔓可长达18厘米。笼蔓由叶片的末端发出。
卵形猪笼草下位笼的下三分之一至二分之一为漏斗形，其余上部为卵形；或通体呈卵形。其可高达25厘米，宽至9厘米。腹面具一对宽约15毫米的笼翼。下位笼内表面基部的三分之一至二分之一覆满了腺体，覆盖型，密度为每平方厘米400至1300个。笼口为圆形，基部拉长形成一个较宽的唇颈。唇平展，扩展，可宽达40毫米。其内缘具一系列唇齿，可长达7毫米。唇肋间距为0.5至1.5毫米。下位笼身上分布着14至18条纵脉。笼盖为卵形，其下表面靠近唇处具有一个钩状的附属物。笼盖基部的后方具有一根分叉的笼蔓尾。
卵形猪笼草上位笼与笼蔓的连接处形成一个宽20至30毫米的弯曲。其下半部为圆柱形，上半部为漏斗形，可高达20厘米，宽至6厘米。笼翼缩小为一对隆起。唇为宽圆柱形，可宽达10毫米，具小型但明显的唇齿。唇肋间距为0.5至1毫米。上位笼身上分布着14至18条纵脉。笼口水平，靠近笼盖处形成一个短唇颈。
卵形猪笼草的花序为总状花序。雌性花序通常比雄性花序大型。总花梗可长达7厘米，花序轴可长达10厘米。花梗具小苞片，可长达5毫米。萼片为披针形，可长达3毫米。
卵形猪笼草的茎部、叶片和捕虫笼具有稀疏的毛被。花序上覆盖这密集的毛被。
卵形猪笼草的下位笼通常为绿色至红色，唇为暗红色。上位笼为黄绿色，唇往往有条纹。

## 生态关系
卵形猪笼草为北苏门答腊省，特别是多巴湖地区附近的山脉上特有的热带食虫植物。其生长于矮小的苔藓森林和山脊顶部的植被中，常扎根于水苔中。在潘丘卢保山，卵形猪笼草通常陆生，而在盧布克拉亞火山通常附生。在Simanukmanuk山也发现了卵形猪笼草。卵形猪笼草的海拔分布范围为1700米至2100米。
在潘丘卢保山，卵形猪笼草与裸瓶猪笼草、迈克猪笼草（N. mikei）、菱茎猪笼草（N. rhombicaulis）、显目猪笼草（N. spectabilis）和多巴猪笼草（N. tobaica）同域分布。在另一个原生地其还与杏黄猪笼草（N. flava）同域分布。除了多巴猪笼草外，已发现了卵形猪笼草与这些物种的自然杂交种。
由于分布范围的局限，卵形猪笼草已被列入《2006年世界自然保护联盟濒危物种红色名录》中，其保护状况为易危。

## 相关物种
卵形猪笼草与苏门答腊的很多高地猪笼草之间都存在着密切的近缘关系，包括邦苏猪笼草、密花猪笼草（N. densiflora）和欣佳浪山猪笼草（N. singalana）。其显著的特征就是其笼盖下表面的附属物，该结构通常为钩状，但也可能存在较大的不同。
卵形猪笼草曾被鉴定为邦苏猪笼草。卵形猪笼草特征性的钩状附属物也可能出现于邦苏猪笼草的一些变型中。查尔斯·克拉克写道：“（我）并不想仅依靠这个特征而将卵形猪笼草从（邦苏猪笼草）中分出，其实并没有其他任何特征可以支持这种分类法。”但是，查尔斯·克拉克仍将卵形猪笼草保留为一个独立的物种，并指出虽然这样的附属物也可能出现在邦苏猪笼草上，但这毕竟是极少见的情况，即使是有，通常也没有卵形猪笼草的发达。
卵形猪笼草也与密花猪笼草很相似，它们曾相互混淆。因钩状附属物不会出现于密花猪笼草的捕虫笼上，所以这两个物种能可靠的基于附属物而区分开来。同时，密花猪笼草的下位笼具比卵形猪笼草长很多的唇颈。此外，密花猪笼草雄性花序和雌性花序的萼片形状并不相同，而卵形猪笼草的萼片形状相同。
在卵形猪笼草的描述中，约阿希姆·那兹和安德烈亚斯·维斯图巴将其与欣佳浪山猪笼草进行了对比。他们指出卵形猪笼草的叶片末端渐尖，而欣佳浪山猪笼草的叶片末端圆整。这两个物种笼盖下表面的蜜腺分布状况也不同。卵形猪笼草的蜜腺聚集于中线处和钩状附属物附近。相比之下，欣佳浪山猪笼草仅在于中线附近存在稀疏的蜜腺，且在笼盖末端附近无蜜腺。
硬叶猪笼草（N. rigidifolia）也与卵形猪笼草具有一些相似之处，但硬叶猪笼草的叶片更厚，笼蔓不由叶片末端发出且上位笼大多为卵形。
在苏门答腊特有物种——龙猪笼草（N. naga）的描述中，也与卵形猪笼草进行了对比。可基于龙猪笼草具有两个附属物且边缘呈波浪状的笼盖而区分开来。

## 自然杂交种
在原生地，卵形猪笼草与许多不同的猪笼草属物种同域分布。至少已发现了五种关于卵形猪笼草的自然杂交种，其中四种存在于潘丘卢保山。
卵形猪笼草与显目猪笼草的自然杂交种（N. ovata × N. spectabilis）仅存在于潘丘卢保山的山顶处。这种自然杂交种的捕虫笼呈现出亲本的中间型。其唇平展，宽大，但不如卵形猪笼草的发达。捕虫笼上的斑点类似于显目猪笼草，但颜色淡得多。该自然杂交种大多陆生，少数可攀爬至林冠。卵形猪笼草与菱茎猪笼草的自然杂交种（N. ovata × N. rhombicaulis）也发现于此。
此外，布鲁斯·萨蒙（Bruce Salmon）和里基·毛德（Ricky Maulder）在潘丘卢保山上发现了迈克猪笼草与卵形猪笼草的自然杂交种（N. mikei × N. ovata）和裸瓶猪笼草与卵形猪笼草的自然杂交种（N. gymnamphora × N. ovata）。部分学者认为似刃猪笼草（N. xiphioides）是裸瓶猪笼草的一个同物异名，所以这个自然杂交种有时被标记为卵形猪笼草与似刃猪笼草的自然杂交种（N. ovata × N. xiphioides）。
安德烈亚斯·维斯图巴观察到了多个关于杏黄猪笼草的自然杂交种，包括杏黄猪笼草与卵形猪笼草的自然杂交种（N. flava × N. ovata）。大部分标本为幼年的莲座状植株。

## 扩展阅读
- 食虫植物照片搜寻引擎中卵形猪笼草的照片 （页面存档备份，存于）

 维基共享资源上的相關多媒體資源：卵形猪笼草
 維基物種上的相關：卵形猪笼草